# 一闪一闪亮星星 (电视剧)
《一闪一闪亮星星》（英語：Shining For One Thing），2022年中国大陆以时空循环为架构的校园悬疑题材网络剧。由张佳宁、屈楚萧主演，2020年12月，該劇在廈門開機；2021年2月25日殺青。爱奇艺于2022年1月26日首播。截至2022年2月，为爱奇艺史上目前热度最高分账剧。2022年2月14日宣布啟動電影版。

## 播出时间
| 频道   | 所在地   | 播映日期             | 播出时间                                       | 备注 |
| 爱奇艺 | 中国大陆 | 2022年1月26日-3月3日 | 周三、周四中午12：00更新2集，VIP会员抢先看全集 |      |

## 演员列表

### 主要演员
| 演員                             | 角色              | 介紹 |
| 张佳宁 童年：俞芊芊 初中：李尉爾 | 林北星 外号：星星 | 天性洒脱，活泼开朗的林北星，步入社会后渐渐收敛起放肆却也丧失了信心。一直为了追随爱情而放弃自我的她因男友出轨伤心至极，在收拾与前男友有关物品时意外删除旧手机中短信而频繁穿越回高中。再次回到校园，林北星发现穿越的钥匙与张万森有关，因此决心拯救张万森，在这过程中也一点一点找回了自我。           |
| 屈楚萧 童年：张博鑫 初中：于垚     | 张万森 外号：学霸 | 功課非常好，是南川中學的學霸。深情又温柔的大男孩，面对喜欢的人只会默默守护，悄悄为她扫平一切障碍。想向林北星表白却犹豫不知如何开口，面对她的主动靠近，也时常会紧张到不知所措地拽一拽衣角。脾气温和，善良乐观。像是永不会熄灭的小太阳。但是他也有自己的叛逆和倔强，面对自己要坚持的，可以付出一切。 |
| 吴希泽 初中：詹佳鑫              | 展宇              | 林北星原本时空的前男友，在结婚前夕断然提出分手，选择与林北星的闺蜜韩藤藤在一起。高中时代的他却又渐渐喜欢上了重返过去的林北星。校草，自恋狂魔，对林北星打脸真香。展宇一次次追求林北星，一次次被拒绝却仍然不放弃，一副“女人你怎么可能不喜欢我”的样子霸道又自信。                                     |
| 傅菁                             | 高歌              | 公认美女学霸，狂拽叛逆只是她的保护色，无论是选择麦子做男友还是指使其打碎学校的的窗玻璃，其实都是内心渴望得到父亲的关爱。长相甜美成绩优异。有自己固有的逻辑思维，希望一切都按着自己的计划发展。作为张万森的发小好友，她看出了张万森对林北星的感情，鼓励他勇敢的去追求。                             |
| 駱明劼                           | 杨超洋            | 林北星原本时空的相声大师，呆萌可爱富二代，看似软弱却能勇敢追梦，与穿越回去的林北星成为好朋友。热衷相声，也是同学们的喜剧担当。看似游手好闲， 实则有自己的梦想，为人十分仗义。 |
| 蔣昀霖                           | 麥子              | 虽为街头混混，但本质善良讲义气，经常为朋友两肋插刀。麦子因一场神奇的化学实验对决与林北星和张万森两人不打不相识，继而与张万森发展成为生活中无话不谈的好友，当张万森守护林北星的时候，麦子则会选择默默守护着自己的好兄弟，而“朋友”为他原本灰白的生活画上的一笔绚丽的青春色彩。                       |
| 徐紫茵                           | 韩藤藤            | 骄傲自信的小公主，常常耍心机求关注，与林北星是“塑料姐妹花”。因误以为和林北星一起喜欢上展宇，在勇敢追爱的过程中经常给林北星出一些“馊主意”，却时常聪明反被聪明误。后与林北星解开心结，收获和解，完成对青春秘密的告别，也收获了自己的爱情。                                                           |
| 孫天宇                           | 劉嘎              | 南川中學導師，高三1班班主任，年青有為，很快當上副校長。 |
| 易照博                           | 高光明            | 南川中學主任，綽號光明頂，高歌的父親。 身居高位，常以公事為最優先，不是一位會照顧兒女的父親角色。常自作主張，自認為是為兒女好。 |

### 其他相關人物
| 演員       | 角色   | 介紹                                             |
| 崔奕       | 周莉   | 林北星的母親。                                   |
| 蔡綱       | 林偉   | 林北星的父親。                                   |
| 常海波     | 園長   | 林北星動物園工作的上司。                         |
| 侯瑋濤     | 林大海 | 林北星的哥哥。擅長給妹夫添堵，為可賺錢不擇手段。 |
| 煥朗／閆昌 | 雷哥   | 放高利貸的黑幫頭頭。                             |

## 評價
- 2022年1月26日首播，四日攻占貓眼「網播熱度」冠軍 。中國網友亦指出《一閃一閃亮星星》此劇種種，如同低配版的2019年臺灣劇集《想見你》[9] 。
- 此劇由時年32歲女星張佳寧與時年27歲男星屈楚蕭以高中生（毫無違和感）之情侶搭檔演出。是繼上部雙方合作的2018年播出之中國影視大劇《如懿傳》中，再度攜手合作（2人在該劇為毫無血緣關係的母（巴林·湄若）與子（五阿哥－永琪）關係）。